# Giro del Friuli 1995
Il Giro del Friuli 1995, ventiduesima edizione della corsa, si svolse il 9 maggio 1995 su un percorso di 210 km, con partenza e arrivo a Pordenone. La vittoria fu appannaggio del russo Dmitrij Konyšev, che completò il percorso in 4h47'20", alla media di 43,852 km/h, precedendo gli italiani Francesco Frattini e Rodolfo Massi.

## Ordine d'arrivo (Top 10)
| Pos. | Corridore          | Squadra                      | Tempo    |
| ---- | ------------------ | ---------------------------- | -------- |
| 1    | Dmitrij Konyšev    | AKI-Gipiemme                 | 4h47'20" |
| 2    | Francesco Frattini | Gewiss-Ballan                | s.t.     |
| 3    | Rodolfo Massi      | Refin                        | s.t.     |
| 4    | Angelo Canzonieri  | Mercatone Uno-Saeco          | s.t.     |
| 5    | Franco Vona        | Maglificio MG-Technogym      | s.t.     |
| 6    | Stefano Cattai     | ZG Mobili-Selle Italia-Birex | s.t.     |
| 7    | Gianni Faresin     | Lampre-Panaria               | s.t.     |
| 8    | Bruno Cenghialta   | Gewiss-Ballan                | s.t.     |
| 9    | Nelson Rodríguez   | ZG Mobili-Selle Italia-Birex | s.t.     |
| 10   | Nicola Miceli      | Carrera-Tassoni              | a 0'42"  |